# Jean Durry
Jean Durry (Parigi, 20 maggio 1936) è uno storico e scrittore francese.

## Biografia
Figlio di Marcel Durry e Marie-Jeanne Durry, dopo gli studi secondari al Lycée Henri-IV di Parigi, ha continuato a studiare legge. Una lettura in giovane età (le memorie di André Leducq dal titolo Ma vie sportive) lo spinse a diventare un ciclista, correndo come dilettante dal 1955 al 1970 per il CS Montparnasse, senza risultati di rilievo.
Nel corso della sua carriera, nella quale si è occupato principalmente di ciclismo e di Giochi olimpici, Durry fu segretario generale dell'Académie des sports e del International Fair Play Committee e vicepresidente del Comité français Pierre-de-Coubertin e del Comité international Pierre de Coubertin.
Nel 1963 il Dipartimento di Educazione Fisica e dello Sport del Ministero dello Sport gli affidò la realizzazione del Musée national du Sport, allora ospitato all'interno del Parco dei Principi; questa collezione comprende elementi di varia natura, tra cui oggetti, filmati, manifesti e anche alcune opere d'arte. Nel 2017 fu onorato con il "Lifetime Award" dalla Società internazionale degli storici olimpici.

## Pubblicazioni
Ciclismo
- La véridique histoire des Géants de la Route, Edita/Denoël, 1973
- Le vélo, éditions Denoël, Parigi, 1976
- L'enCYCLEopédie, Edita, Losanna, 1982 (in collaborazione con Pierre Chany, Jacques Seray, Daniel Rebour, Pierre Roques, Serge Laget, etc.)
- Les 100 plus belles randonnées du cyclotourisme (con Jacques Seray), Denoël, 1984
- Cycles d'art 1896 - 1996 (partecipazione) , Anthèse, Musée national du sport & Musée d'art et d'industrie de Roubaix, 1996
- l'ABCdaire du vélo (con Christian Dufour), édition Flammarion, Parigi, 1997
- L'escalier des géants, célébration du Tour aux Pyrénées (con Jean-Marie Leblanc e Serge Laget), Le Pas d'oiseau, Tolosa, 2010

Olimpismo e Giochi olimpici
- Le sport à l'affiche, éditions Hoëbeke, 1988
- Le grand livre du sport, Nathan, Parigi, 1992
- L'Histoire en mouvement, le sport dans la société française (con Ronald Hubscher e Bernard Jeu), Armand Colin, Parigi, 1992
- Almanach du sport des origines à nos jours, Encyclopedia universalis France, 1996
- Le vrai Pierre de Coubertin (préface de Juan Antonio Samaranch), Parigi, 1997
- Le chant du sport (con Pierre Dauzier) , La Table ronde, Parigi, 2006